# Le Maître de poste (nouvelle)
Pour les articles homonymes, voir Le Maître de poste.
Le Maître de poste (en russe : Станционный смотритель ; en orthographe précédant la réforme de 1917-1918 : Станціонный смотритель) est une nouvelle d'Alexandre Pouchkine écrite en 1830. 
Cette nouvelle fait partie des Récits de feu Ivan Pétrovitch Belkine, publiés en 1831.

## Résumé
Simeon Vyrine, un maître de poste, gère son relais de poste avec sa fille Dounia à la beauté remarquée par nombre de voyageurs. De passage, le capitaine de cavalerie Minski feint un mal soudain afin de rester quelques jours au relais en sa compagnie. En repartant, il enlève la jeune fille au désespoir de son père.
Celui-ci, décidé à retrouver sa fille, suit leur traces jusqu'à Saint-Pétersbourg et confronte Minski. Ce dernier reconnait les faits mais intime au père d'accepter la perte de Dounia, désormais habituée à sa nouvelle vie mondaine. Par une combinaison de chance et d'insistance, le vieil homme réussit à surprendre les deux amants et aperçoit ainsi sa fille une dernière fois, sans même pouvoir échanger un mot, avant de rentrer au relais où il terminera ses jours seul.

## Adaptations

### Au cinéma
- 1925 : Le Maître de poste (Коллежский регистратор, Kollejskiy reguistrator), film muet soviétique joué et réalisé par Ivan Moskvine
- 1940 : Le Maître de poste (Der Postmeister), film allemand réalisé par Gustav Ucicky, avec Heinrich George, Hilde Krahl et Siegfried Breuer
- 1955 : Dunja, film autrichien réalisé par Josef von Báky, avec Eva Bartok, Karlheinz Böhm et Ivan Desny

### À la télévision
- 1972 : Stantsionnyy smotritel, téléfilm soviétique réalisé par Sergueï Soloviov, avec Nikolaï Pastoukhov, Marianna Kushnerova et Nikita Mikhalkov